# Davide De Zan
Davide De Zan, all'anagrafe Dezan (Milano, 27 aprile 1962) è un giornalista, telecronista sportivo e conduttore televisivo italiano.

## Carriera
Figlio di Adriano De Zan, giornalista, conduttore e telecronista delle principali gare ciclistiche per conto della RAI. Segue l'eredità del padre come telecronista fino al 1995 per Telemontecarlo del Tour de France, campionati mondiali di ciclismo e prove di Coppa del mondo di ciclismo. Ha inoltre commentato l'intero programma delle gare di ciclismo su strada e su pista ai Giochi olimpici di Barcellona 1992.
Dal 1993 al 1997 è stato il telecronista per cinque edizioni del Giro d'Italia, le uniche nella storia della manifestazione sportiva trasmesse dalle reti Mediaset. Inoltre è stato inviato nella prima edizione di Campioni, il sogno, collaborando quindi con Francesca Fogar e conduttore di Quiz sport assieme a Renata Teixeira Nunes.
È uno dei conduttori di Sport Mediaset su Italia 1, segue come inviato le grandi corse a tappe per conto di Mediaset, e inoltre in passato ha condotto gli studi pre e postpartita delle partite di Serie A trasmesse sul digitale terrestre di Mediaset Premium. Nel 2011 è stato inviato speciale de Lo show dei record. Nel 2012 è stato il conduttore di Magicland, programma che mostra le illusioni di Antonio Casanova nel parco Rainbow Magicland. Inoltre dal settembre dello stesso anno ha commentato il programma Ready 2 Fight su Italia 2 insieme a Carlo Di Blasi.